# Rudolf H. W. Stichel
Rudolf H. W. Stichel (* 2. September 1945 in Berlin) ist ein deutscher Klassischer Archäologe.

## Leben
Rudolf H. W. Stichel, Bruder des Byzantinisten Rainer Stichel, studierte Klassische Archäologie an den Universitäten Berlin und Tübingen. Im Jahr 1975 wurde er dort bei Ulrich Hausmann mit einer Dissertation zum römischen Kaiserporträt vom späten 4. bis zum 6. Jahrhundert promoviert. Von 1975 bis 1976 war er wissenschaftlicher Volontär am Badischen Landesmuseum in Karlsruhe, im Anschluss wissenschaftliche Hilfskraft der Kerameikos-Grabung des Deutschen Archäologischen Instituts Athen. Ab 1979 war er wissenschaftlicher Mitarbeiter, später Akademischer Rat am Fachgebiet Klassische Archäologie des Fachbereichs Architektur der TU Darmstadt. Dort wurde er 1990 mit einer Arbeit zu „Antike Denkmäler Konstantinopels in Zeugnissen der frühen Neuzeit“ habilitiert. Später erhielt er den Titel eines außerplanmäßigen Professors.
Seine jüngeren Forschungen beschäftigen sich vor allem mit Fragen des byzantinischen Konstantinopels und hier insbesondere mit der Hagia Sophia.

## Veröffentlichungen (Auswahl)
- Die römische Kaiserstatue am Ausgang der Antike. Untersuchungen zum plastischen Kaiserporträt seit Valentinian I. (364–375 n. Chr.). Bretschneider, Rom 1982, ISBN 88-85007-63-5.
- Zum Postament der Porphyrsäule Konstantins des Grossen in Konstantinopel. In: Istanbuler Mitteilungen. Band 44, 1994, S. 317–331.
- Die 'Schlangensäule' im Hippodrom von Istanbul. Zum spät- und nachantiken Schicksal des Delphischen Votivs der Schlacht von Plataiai. In: Istanbuler Mitteilungen. Band 47, 1997, S. 315–348.
- Zum 'Staatsgrab' am 3. Kerameikos-Horos vor dem Dipylon in Athen. In: Athenische Mitteilungen. Band 113, 1998, S. 133–166.
- mit Helge Svenshon (Hrsg.): Einblicke in den virtuellen Himmel. Neue und alte Bilder vom Inneren der Hagia Sophia in Istanbul. Eine Ausstellung der Universitäts- und Landesbibliothek Darmstadt, 19. Februar bis 20. März 2008. Katalog zur Ausstellung. Wasmuth, Tübingen/Berlin 2008, ISBN 978-3-8030-0691-2.
- Die Hagia Sophia Justinians. Ihre liturgische Einrichtung und der zeremonielle Auftritt des frühbyzantinischen Kaisers. In: Falko Daim, Jörg Drauschke (Hrsg.): Byzanz – das Römerreich im Mittelalter. Band 2, 1 (= Monographien des Römisch-Germanischen Zentralmuseums. Band 84, Teil 2). Verlag des Römisch-Germanischen Zentralmuseums, Mainz 2010, ISBN 978-3-88467-154-2, S. 25–57.